# Vielka
Vielka ist die dreizehnte Oper von Giacomo Meyerbeer und eine Adaption seines Singspiels Ein Feldlager in Schlesien, dessen Text von Ludwig Rellstab und Charlotte Birch-Pfeiffer überarbeitet wurde. Die Uraufführung fand am 18. Februar 1847 im Theater an der Wien in Wien statt.

## Handlung

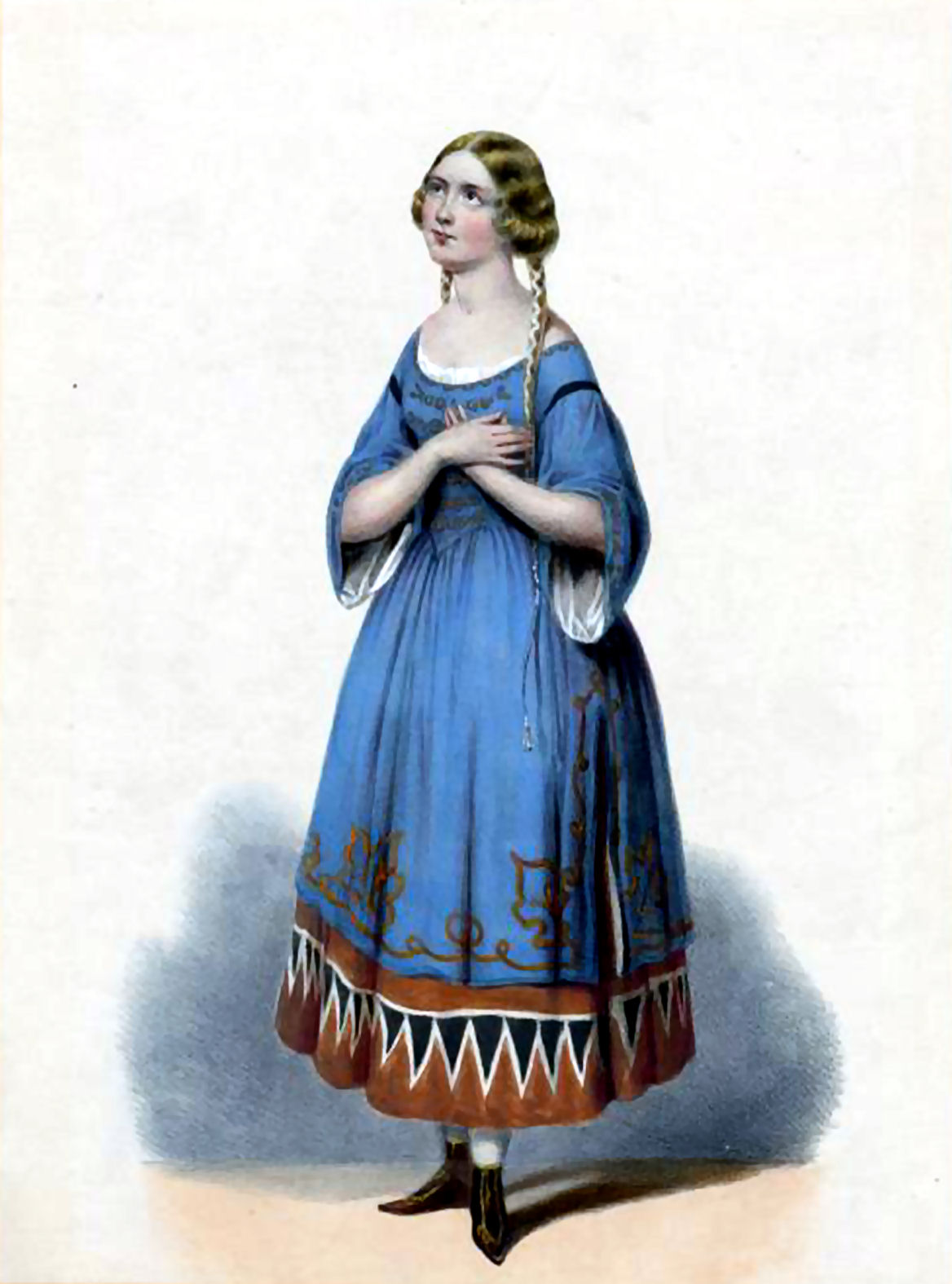
Jenny Lind als Vielka

Die Handlung entspricht mit veränderten Personennamen und Schauplätzen weitgehend derjenigen von Ein Feldlager in Schlesien, endet aber tragisch: Xaver versucht, den Herzog zu erschießen, doch Vielka wirft sich dazwischen und wird tödlich getroffen.
Die Schauplätze der drei Akte sind:
1. Auf dem Gute des Grafen Saldorf
2. In einem Feldlager
3. Auf dem Gute des Grafen Aubitz an der Grenze

## Werkgeschichte
Meyerbeers Singspiel Ein Feldlager in Schlesien wurde seit seiner Uraufführung am 7. Dezember 1844 an der Königlichen Oper in Berlin mit Jenny Lind in der Hauptrolle mit großem Erfolg gespielt, aber wegen seiner unmittelbaren Bezüge zum „Alten Fritz“ bislang für eine internationale Vermarktung als ungeeignet angesehen. Als Franz Pokorny, Direktor des in finanzielle und künstlerische Bedrängnis geratenen Theaters an der Wien, bei einem Besuch in Berlin Meyerbeer einlud, dieses Werk (wieder mit Jenny Lind) an seinem Theater zu produzieren, musste das Libretto notwendigerweise an die dortigen Verhältnisse angepasst werden. Der Librettist Ludwig Rellstab überarbeitete es daraufhin mit Hilfe der österreichischen Schriftstellerin Charlotte Birch-Pfeiffer. Dabei wurde zunächst der militärische Lobpreis auf Preußen reduziert. Der König wurde zum Herzog, der Hauptmann Saldorf zum General. Einige Ereignisse, die in der Originalfassung noch im Hintergrund stattfanden, konnten nun dem Publikum gezeigt werden. Der zweite Akt blieb abgesehen von einigen textlichen Änderungen unverändert. Der dritte Akt dagegen wurde vollständig umgebaut und erhielt ein tragisches Ende.
Letztlich gab es so viele Änderungen, dass Rellstab nicht mehr als Autor genannt werden wollte und das Werk den neuen Titel Vielka erhielt. Ende November 1846 sortierte Meyerbeer mit Burguis, dem Sekretär seiner Mutter Amalie, die unzähligen Papierschnipsel mit den Änderungen und erstellte eine neue Partitur. Am 7. Dezember machte sich Meyerbeer auf die Reise nach Wien, wo er mit mehreren Festen willkommen geheißen wurde. Zwei Besuche beim Polizeipräsidenten und Oberzensor Josef von Sedlnitzky stellten sicher, dass das neue Libretto keine Probleme bereiten würde. Auch Pokorny bemühte sich um bestmögliche Bedingungen für die Oper. Er vergrößerte unter anderem das Orchester und den Chor.

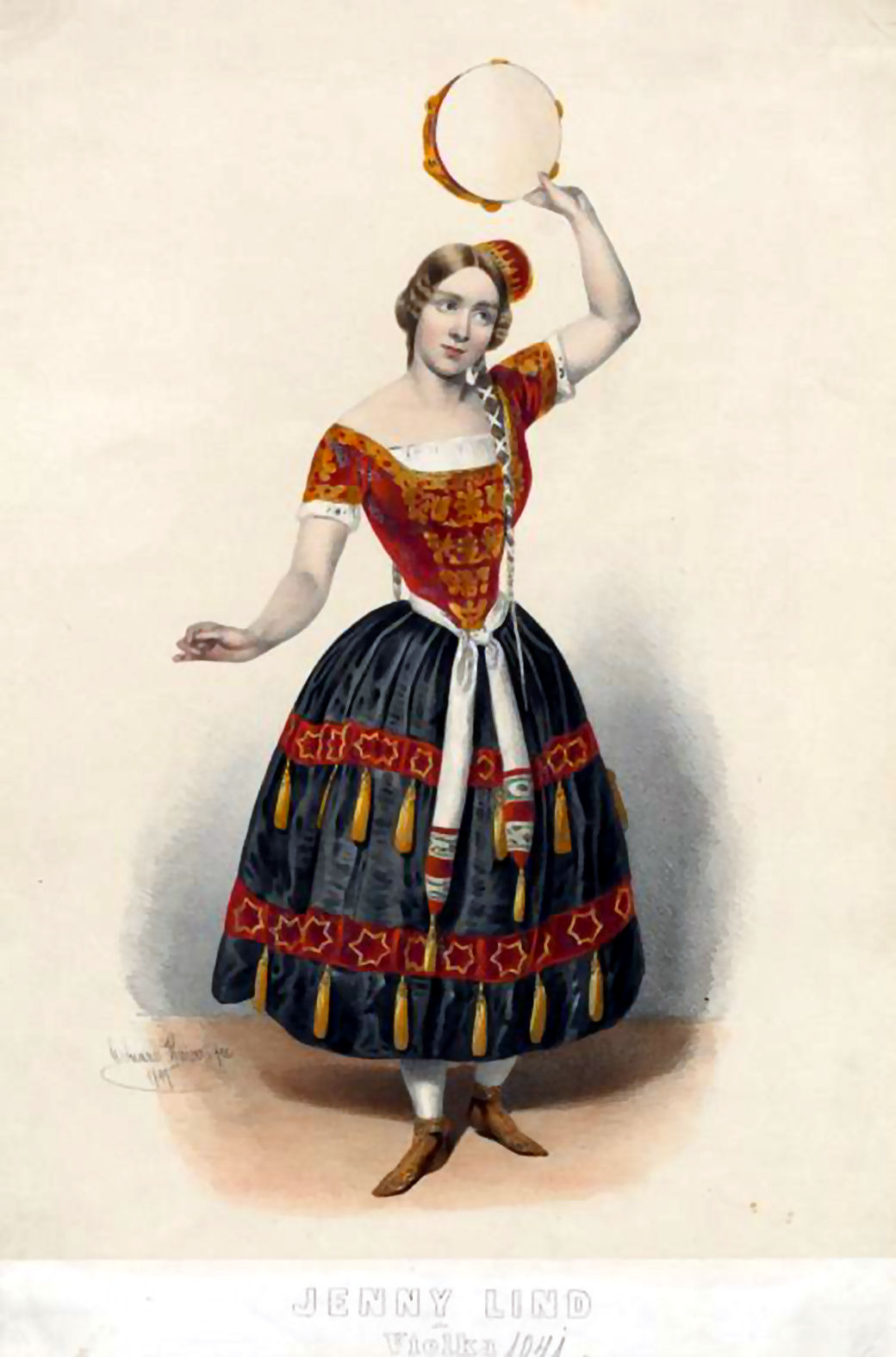
Jenny Lind als Vielka im ersten Akt

Am 12. Februar 1847 wurde die Generalprobe vor 300 Gästen abgehalten. Da es nach dem ersten Akt keinen Applaus gab, schrieb Franz Grillparzer an Meyerbeer: „Eine Vision und die Zeit des siebenjährigen Krieges scheint mir eine gefährliche Zusammenstellung. In Berlin erhielt dieselbe wahrscheinlich Anspielungen auf die preußische Geschichte und der Patriotismus, verbunden mit dem Fest u. Bestimmung des Ganzen rechtfertigen vieles …“ Er machte einige Vorschläge für eine veränderte Szene im dritten Finale, um das Problem zu lösen. Meyerbeer stimmt seinen Anregungen zu, worauf die Bühnendekoration entsprechend geändert wurde.
Die Uraufführung fand am 18. Februar 1847 statt und war ein großer Erfolg. Meyerbeer selbst leitete die ersten vier und auf kaiserlichen Befehl auch die siebte Vorstellung am 8. März. Er schrieb in sein Tagebuch: Das Haus war „zum Erdrücken voll, die Vorstellung ging vortrefflich, & die Aufnahme war vielleicht die allerenthusiastischste, welche wir je hatten“. In der Titelrolle war wie geplant Jenny Lind zu sehen. Die übrigen Darsteller waren Eduard Jerrmann (Der Herzog), Herr Starke (Graf von Aubitz), Herr Biel (Lieutenant von Buddenbrogh), Josef Staudigl (Graf von Saldorf), Louise Bergauer (Therese), Herr Ditt (Conrad), Herr Radl (Ferenz), Herr Nolte (Xaver), Herr Verstl (Hartmann), Herr Beker (Reiter), Herr dalle Aste (Grenadier-Unteroffizier), Herr Stazic (Husar) und Herr Schütky (Artillerist).
Einige Nummern der Musik nahm Meyerbeer 1854 in seine Oper L’étoile du nord auf.